# Albrecht Alt
Pour les articles homonymes, voir Alt.
Albrecht Alt (né le 20 septembre 1883 à Stübach (Royaume de Bavière) et mort le 24 avril 1956 à Leipzig) est un théologien et spécialiste de l'histoire de l'Ancien Testament.

## Biographie
Après avoir passé son doctorat de théologie en 1909 à l'université de Greifswald en rédigeant une thèse intitulée Israel und Ägypten, il fut professeur d'études sur l'Ancien Testament à Bâle, Halle puis Leipzig (à partir de 1923) où il passa la majeure partie de sa carrière. Il y forma de grands spécialistes de l'histoire biblique, comme Martin Noth.
Alt fut notamment un artisan du développement de la géographie historique de l'Israël antique, étudiant en particulier les noms de villes présents dans les textes de la Bible hébraïque. Il fut également important dans la popularisation de l'utilisation des données archéologiques parmi les historiens biblistes (sans jamais avoir dirigé lui-même de fouilles archéologiques). Il élabora également une théorie sur la conquête de Canaan par les Hébreux revenant de l'Exode, celle de l'« infiltration pacifique », s'opposant aux théories dominantes d'une conquête brutale telle que présentée dans le Livre de Josué. Cette théorie fut ensuite développée par Noth.